# Kuvera tappanella
Kuvera tappanella är en insektsart som beskrevs av Matsumura 1914. Kuvera tappanella ingår i släktet Kuvera och familjen kilstritar. Inga underarter finns listade i Catalogue of Life.